# Sofia d'Asburgo-Lorena
Sofia Federica Dorotea Maria Giuseppa d'Asburgo-Lorena, Arciduchessa d'Austria (in tedesco: Sophie Friederike Dorothea Maria Josepha von Habsburg-Lothringen, Erzherzogin von Österreich; Laxenburg, 5 marzo 1855 – Buda, 29 maggio 1857), nota semplicemente come Sofia d'Asburgo-Lorena, fu una principessa austriaca, primogenita e prima femmina dei quattro figli dell'imperatore Francesco Giuseppe I e dell'imperatrice Elisabetta "Sissi" di Baviera.

## Biografia

### La nascita

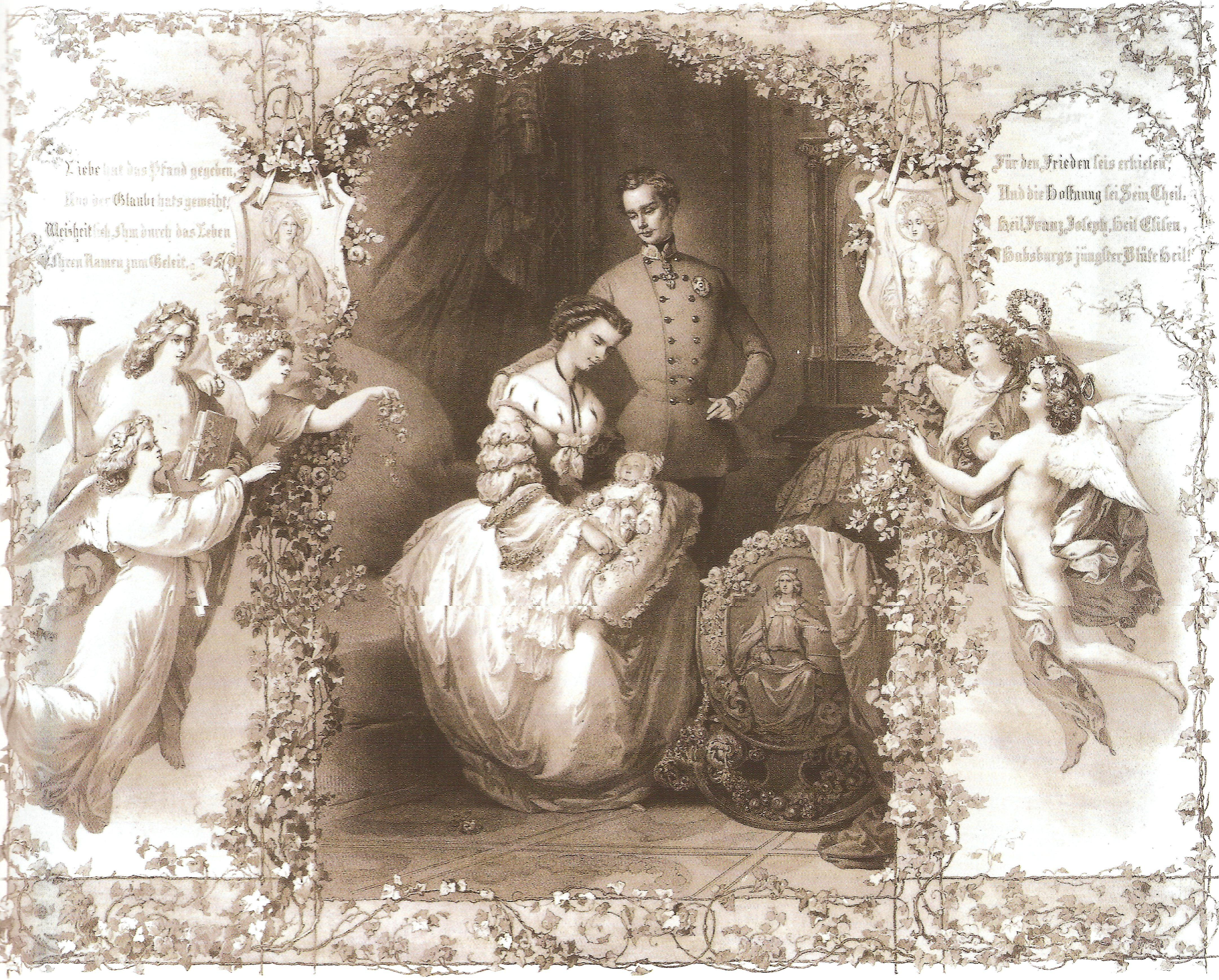
"Nascita di Sofia" di Joseph Kriehuber

Dopo appena due mesi dal matrimonio, Elisabetta era già incinta. Il 5 marzo 1855 diede alla luce una bambina, che venne battezzata con il nome della nonna paterna, Sofia di Baviera, senza che la madre lo sapesse. Sia dalla parte materna che dalla parte paterna, Sofia era una discendente di Massimiliano I Giuseppe di Baviera: i suoi genitori erano infatti cugini di primo grado. Dalla parte di suo padre, discendeva dall'ultimo imperatore del Sacro Romano Impero, Francesco II. Quando la piccola Sofia nacque, i rapporti già tesi tra Elisabetta e la suocera Sofia di Baviera si ruppero inesorabilmente per non ristabilirsi più.
Essendo la ribelle Elisabetta molto giovane, e inoltre mai ritenuta adatta dalla suocera ad essere moglie e madre di imperatori, Sofia si sentì legittimata ad assumersi la piena responsabilità dell'educazione della nipote. All'insaputa dell'imperatrice pertanto aveva disposto che gli appartamenti della piccola arciduchessa fossero vicini ai suoi. Quando Elisabetta lo venne a sapere divenne furibonda e cercò di parlarne al marito, il quale però dava pieno appoggio alla madre. Inoltre Elisabetta poteva fare visita alla bimba soltanto in presenza della suocera.
Ciò dunque fu un appropriarsi della piccola che a Sissi diede molto fastidio.

### Morte
Elisabetta adorava l'Ungheria e la sua gente e propose al marito di organizzare un viaggio nel suo paese preferito: Francesco Giuseppe accettò e partirono all'inizio della primavera 1857. Oltre a Sofia, Elisabetta decise di portare anche Gisella, nata un anno prima. Il suo gesto estremo fu fatale: mentre erano a Budapest, le bambine si ammalarono con diarrea e avevano febbre molto alta. Gisella riuscì a sopravvivere, mentre Sofia morì di tifo tra le braccia della madre alle 21:15 del 29 maggio, probabilmente a causa della disidratazione dovuta alla diarrea o dalle convulsioni dovute alla febbre alta oppure anche dal fatto che mangiasse troppo cibo. Il corpo di Sofia fu riportato a Vienna e sepolto nella Cripta Imperiale. 
Per Elisabetta lo shock fu tale che dovette rassegnarsi alla triste prospettiva di vivere succube delle decisioni degli altri. Inoltre cominciò da allora a soffrire di gravissime forme di depressione, che l'avrebbero portata a fuggire spesso dall'opprimente corte austriaca e a dedicarsi al suo corpo, l'unica cosa su cui le fu concesso di comandare. Iniziò così anche a soffrire di anoressia e di altre malattie psichiche. Inoltre l'imperatrice si dedicò anche alla cultura, imparò varie lingue e divenne poetessa. Nel 1981 è stato pubblicato il suo Diario poetico. La morte della figlioletta contribuì a rendere triste e scontroso il suo carattere.

## Ascendenza
|                                  |                        |                                              | Genitori                                   |  |  | Nonni |  |  | Bisnonni                      |  |  | Trisnonni                    |  |
|                                  |                        |                                              |                                            |  |  |       |  |  | Francesco II d'Asburgo-Lorena |  |  | Leopoldo II d'Asburgo-Lorena |  |
|                                  |                        |                                              |                                            |  |  |       |  |  | Francesco II d'Asburgo-Lorena |  |  | Leopoldo II d'Asburgo-Lorena |  |
|                                  |                        | Infanta Maria Luisa di Spagna                |                                            |  |  |       |  |  | Francesco II d'Asburgo-Lorena |  |  |                              |  |
| Francesco Carlo d'Asburgo-Lorena |                        |                                              |                                            |  |  |       |  |  | Francesco II d'Asburgo-Lorena |  |  |                              |  |
|                                  |                        | Principessa Maria Teresa di Napoli e Sicilia | Ferdinando I delle Due Sicilie             |  |  |       |  |  |                               |  |  |                              |  |
|                                  |                        | Principessa Maria Teresa di Napoli e Sicilia | Ferdinando I delle Due Sicilie             |  |  |       |  |  |                               |  |  |                              |  |
|                                  |                        | Principessa Maria Teresa di Napoli e Sicilia | Arciduchessa Maria Carolina d'Austria      |  |  |       |  |  |                               |  |  |                              |  |
| Francesco Giuseppe I d'Austria   |                        | Principessa Maria Teresa di Napoli e Sicilia |                                            |  |  |       |  |  |                               |  |  |                              |  |
|                                  |                        | Massimiliano I Giuseppe di Baviera           | Federico Michele di Zweibrücken-Birkenfeld |  |  |       |  |  |                               |  |  |                              |  |
|                                  |                        | Massimiliano I Giuseppe di Baviera           | Federico Michele di Zweibrücken-Birkenfeld |  |  |       |  |  |                               |  |  |                              |  |
|                                  |                        | Massimiliano I Giuseppe di Baviera           | Maria Francesca del Palatinato-Sulzbach    |  |  |       |  |  |                               |  |  |                              |  |
| Principessa Sofia di Baviera     |                        | Massimiliano I Giuseppe di Baviera           |                                            |  |  |       |  |  |                               |  |  |                              |  |
|                                  |                        | Carolina di Baden                            | Carlo Luigi di Baden                       |  |  |       |  |  |                               |  |  |                              |  |
|                                  |                        | Carolina di Baden                            | Carlo Luigi di Baden                       |  |  |       |  |  |                               |  |  |                              |  |
|                                  |                        | Carolina di Baden                            | Amalia d'Assia-Darmstadt                   |  |  |       |  |  |                               |  |  |                              |  |
| Sofia d'Asburgo-Lorena           |                        | Carolina di Baden                            |                                            |  |  |       |  |  |                               |  |  |                              |  |
|                                  | Pio Augusto in Baviera | Guglielmo in Baviera                         |                                            |  |  |       |  |  |                               |  |  |                              |  |
|                                  | Pio Augusto in Baviera | Guglielmo in Baviera                         |                                            |  |  |       |  |  |                               |  |  |                              |  |
|                                  | Pio Augusto in Baviera | Maria Anna di Zweibrücken-Birkenfeld         |                                            |  |  |       |  |  |                               |  |  |                              |  |
| Massimiliano Giuseppe in Baviera | Pio Augusto in Baviera |                                              |                                            |  |  |       |  |  |                               |  |  |                              |  |
|                                  |                        | Amalia Luisa di Arenberg                     | Louis-Marie, Duca di Arenberg              |  |  |       |  |  |                               |  |  |                              |  |
|                                  |                        | Amalia Luisa di Arenberg                     | Louis-Marie, Duca di Arenberg              |  |  |       |  |  |                               |  |  |                              |  |
|                                  |                        | Amalia Luisa di Arenberg                     | Marie Adélaïde Julie de Mailly             |  |  |       |  |  |                               |  |  |                              |  |
| Elisabetta di Baviera            |                        | Amalia Luisa di Arenberg                     |                                            |  |  |       |  |  |                               |  |  |                              |  |
|                                  |                        | Massimiliano I Giuseppe di Baviera           | Federico Michele di Zweibrücken-Birkenfeld |  |  |       |  |  |                               |  |  |                              |  |
|                                  |                        | Massimiliano I Giuseppe di Baviera           | Federico Michele di Zweibrücken-Birkenfeld |  |  |       |  |  |                               |  |  |                              |  |
|                                  |                        | Massimiliano I Giuseppe di Baviera           | Maria Francesca del Palatinato-Sulzbach    |  |  |       |  |  |                               |  |  |                              |  |
| Ludovica di Baviera              |                        | Massimiliano I Giuseppe di Baviera           |                                            |  |  |       |  |  |                               |  |  |                              |  |
|                                  |                        | Carolina di Baden                            | Carlo Luigi di Baden                       |  |  |       |  |  |                               |  |  |                              |  |
|                                  |                        | Carolina di Baden                            | Carlo Luigi di Baden                       |  |  |       |  |  |                               |  |  |                              |  |
|                                  |                        | Carolina di Baden                            | Amalia d'Assia-Darmstadt                   |  |  |       |  |  |                               |  |  |                              |  |
|                                  |                        | Carolina di Baden                            |                                            |  |  |       |  |  |                               |  |  |                              |  |